# Zbiornik gazu na Naramowicach w Poznaniu
Zbiornik gazu na Naramowicach – zbiornik gazu, który zlokalizowany był przy ul. Rubież na Naramowicach w Poznaniu. Rozebrany w 1995 roku.

## Historia
Budowę betonowo-stalowego, dwudziestobocznego obiektu rozpoczęto w 1942, kiedy to okupant hitlerowski wznosił go rękami jeńców angielskich (gazociąg doprowadzający budowali jeńcy włoscy). Do prac nie używano urządzeń dźwigowych. Zastosowano unikalną technologię – kolejne elementy budowli montowano przy użyciu membrany (360 ton) unoszonej strumieniem powietrza płynącym ze specjalnej dmuchawy. Niemcy nie dokończyli budowy (udało im się zrealizować około 50% prac) – została ona ukończona 31 grudnia 1955. Konstrukcja była nitowana, a do budowy zużyto sześć wagonów nitów. Po zbudowaniu był największą budowlą techniczną w mieście, posiadając wymiary: wysokość – 80 m, średnica – 44 m, objętość 100.000 m³ gazu, obwód – 140 m. Na szczyt prowadziły kręcone schody (358 stopni). Według niesprawdzonych przekazów mógł służyć nie do przechowywania gazu, lecz do ukrywania tajnych instalacji wojskowych. 
W 1981 miasto przeszło na gaz ziemny z sieci i zbiornik wyłączono z użycia. Planowano m.in. przerobić go na magazyny. 23 lipca 1995 o godz. 16.30 dach zbiornika został wysadzony w powietrze przez katowicką firmę „Pirotech” (20 półkilogramowych ładunków dynamitu skalnego), a reszta pocięta i wywieziona na złom w ciągu trzech miesięcy (Huta Częstochowa). Operacją kierował płk dr Jan Marzec z Wyższej Szkoły Oficerskiej Inżynierii Wojskowej we Wrocławiu.
W miejscu zbiornika powstał Poznański Park Naukowo-Technologiczny.